# Мусачево (Софійська область)
Муса́чево (болг. Мусачево) — село в Софійській області Болгарії. Входить до складу общини Єлин Пелин.

## Населення
За даними перепису населення 2011 року у селі проживала 1121 особа.
Національний склад населення села:
| Національність   | Кількість осіб | Відсоток |
| ---------------- | -------------- | -------- |
| болгари          | 737            | 99,1%    |
| цигани           | 3              | 0,4%     |
| Всього відповіли | 744            |          |

Розподіл населення за віком у 2011 році:
Динаміка населення: